# Préalpes suisses
Pour les articles homonymes, voir Préalpes.
Les Préalpes suisses forment un vaste ensemble de massifs montagneux de moyenne altitude en bordure nord des Alpes. Elles s'étirent du lac Léman au sud jusqu'au Rhin à la frontière autrichienne et bordent par conséquent le sud du Plateau suisse. Les Préalpes couvrent environ 12 % de la superficie du pays.
Une limite précise des Préalpes entre les Alpes et le plateau suisse peut être difficile à déterminer. Elles sont situées en partie sur les cantons de Vaud, Fribourg, Berne, Lucerne, Zoug, Obwald, Nidwald, Schwytz, Zurich et Saint-Gall ainsi que sur les cantons d'Appenzell Rhodes-Extérieures et d'Appenzell Rhodes-Intérieures. L'altitude des plus hauts sommets est généralement comprise entre 1 500 et 2 500 mètres. Selon la définition des Préalpes suisses de Soiusa, le plus élevé de ses sommets est le Schilthorn qui culmine à 2 969 mètres près de Lauterbrunnen.

## Classification

### Club alpin suisse
Le classement du CAS pour les Préalpes suisses est le suivant :
- les Préalpes suisses occidentales formées des Préalpes bernoises et des Préalpes vaudoises et fribourgeoises ;
- les Préalpes suisses centrales formées des Préalpes lucernoises et unterwaldoises et des Préalpes schwitzoises et uranaises ;
- les Préalpes suisses orientales formées des Préalpes appenzelloises et saint-galloises.

### Soiusa
Selon le système de classement SOIUSA, les Préalpes suisses (I/B-14) sont une section des Alpes nord-occidentales. Elles sont bordées au sud-ouest par les Préalpes de Savoie (I/B-8) (massif du Chablais), au sud par les Alpes bernoises (I/B-12), au sud-est par les Alpes glaronaises, à l'est par les Alpes rhétiques occidentales (II/A-15) dans les Alpes centre-orientales et, du nord à l'ouest, par le Plateau suisse.
- Partie : Alpes occidentales (I)
- Secteur : Alpes nord-occidentales (B)
- Section : Préalpes suisses (14)

Les Préalpes suisses sont divisées en cinq sous-sections et douze sous-groupes :
- les Préalpes vaudoises et fribourgeoises (I) :
  - les Préalpes vaudoises (A),
  - les Préalpes fribourgeoises (B) ;
- les Préalpes bernoises (II) :
  - les Préalpes du Simmental (A),
  - les Préalpes du Lauterbrunnental (B),
  - les Préalpes bernoises nord-occidentales (C) ;
- les Préalpes lucernoises et unterwaldoises (III) :
  - les Préalpes lucernoises (A),
  - les Préalpes unterwaldoises (B) ;
- les Préalpes schwitzoises et uranaises (IV) :
  - les Préalpes uranaises et du Muotatal (A),
  - les Préalpes schwitzoises et zugoises (B),
  - les Préalpes du Wägital (C) ;
- les Préalpes appenzelloises et saint-galloises (V) :
  - la chaîne des Churfirsten (A),
  - le groupe de l'Alpstein (B).